# Barbara Hepworth
Dame Jocelyn Barbara Hepworth (Wakefield, West Yorkshire, 1903. január 10. – St Ives, Cornwall,  1975. május 20.) brit modernista és absztrakt szobrászművész, a Brit Birodalom Rendjének parancsnoka. 

## Életpályája
Szobrászatot kezdett tanulni a Leeds College of Artban 1920-ban, majd 1921-től 1924-ig Londonban, a Royal College of Artban képezte tovább magát Henry Moore-ral együtt. A diploma megszerzése után West Riding ösztöndíjával egy évre Olaszországba utazhatott. Firenzében tartózkodott, és Toszkánában tanulmányozta a román és reneszánsz művészeti stílust és építészetet. 1925-ben házasságot kötött John Skeaping szobrászművésszel Firenzében, a Pallazzo Vecchióban. 1926 novemberéig Rómában maradtak, mert Skeaping ösztöndíjat nyert a Római Brit Művészeti Iskolában. Hepworth ekkor ismerkedett a márvány megmunkálásával Giovanni Ardini irányítása mellett, és Carrarát is felkereste. Skeaping betegsége miatt visszatértek Londonba.
1927-ben közös kiállítást rendeztek saját lakásukba. George Eumorfopoulos műgyűjtő megvásárolta Hepworth két kisplasztikáját, az Ülő figurát (Seated Figure) és az Anya és gyermekét (Mother and child). 1929-ben megszületett Paul fiúk. 1930-ban mindketten csatlakoztak a Seven and Five Society művészcsoporthoz. 1931-ben nyaralás közben Hepworth találkozott Ben Nicholson festőművésszel. Házassága megromlott, és 1933 márciusában hivatalosan is elvált Skeapingtől.
Nicholsontól hármas ikrei születtek, de csak négy év múlva esküdhettek meg, amikor a férfi válását kimondták. Hepworth John Bedforddal és Henry Moore-ral együtt az új irányzat vezető művészei lettek, segédminta vagy modell nélkül közvetlenül készítették alkotásaikat. Hepworth kollázzsal, fotogrammal és litográfiával is kísérletezett. Kapcsolatba lépett a kontinens avantgárd művészeivel. 1933 tavaszán felkereste Constantin Brâncușit és Picassót párizsi műtermükben. Varengeville-sur-Merben találkozott Georges Braque-kal. Auguste Herbin és Jean Hélion meghívására csatlakoztak az Abstraction-Création csoporthoz, 1934-ben Hepworth velük együtt állított ki. Londonba visszatérve férjével együtt tagja lett a Paul Nash által alapított Unit One modernista csoportnak, amelyben Piet Mondrian és Vaszilij Vasziljevics Kandinszkij is aktívak volt. Hepworth és társai az absztrakt kifejezési módot választották, és ezzel utat nyitottak a konstruktivizmusnak, amelyhez az Európából elmenekült művészek (Walter Gropius, Moholy-Nagy László, Naum Gabo) is jelentősen hozzájárultak. 
A háború kitörése előtt, 1938. augusztus 25-én Cornwallra, St Ives-be költöztek gyermekeikkel együtt Adrian Scott Stokes és Margaret Mellis meghívására. Hamarosan követte őket a Naum házaspár is. A Hepworth–Nicholson házaspár St Ives művészkolóniájának kiemelkedő alkotója volt. 1949-ben több képzőművésszel együtt megalapították a Penwith Society of Artists csoportot, és igyekeztek felhívni a világ figyelmét a kiállításaikra. 
Hepworth megvásárolta 1949-ben a Trewyn Stúdiót St Ives-ben, és ott élt válása után 1951-től haláláig. Évekig küzdött a rák ellen. 1975. május 20-án tűz keletkezett a házában, és Hepworth nem élte túl. A Trewyn Stúdiót a következő évben múzeummá és szoborkertté alakították át (Barbara Hepworth Museum), és 1980-tól a Tate Galéria védnöksége alatt áll.  
17 országban láthatók szobrai különböző múzeumokban, galériákban, köztereken és szoborkertekben.

## Galéria

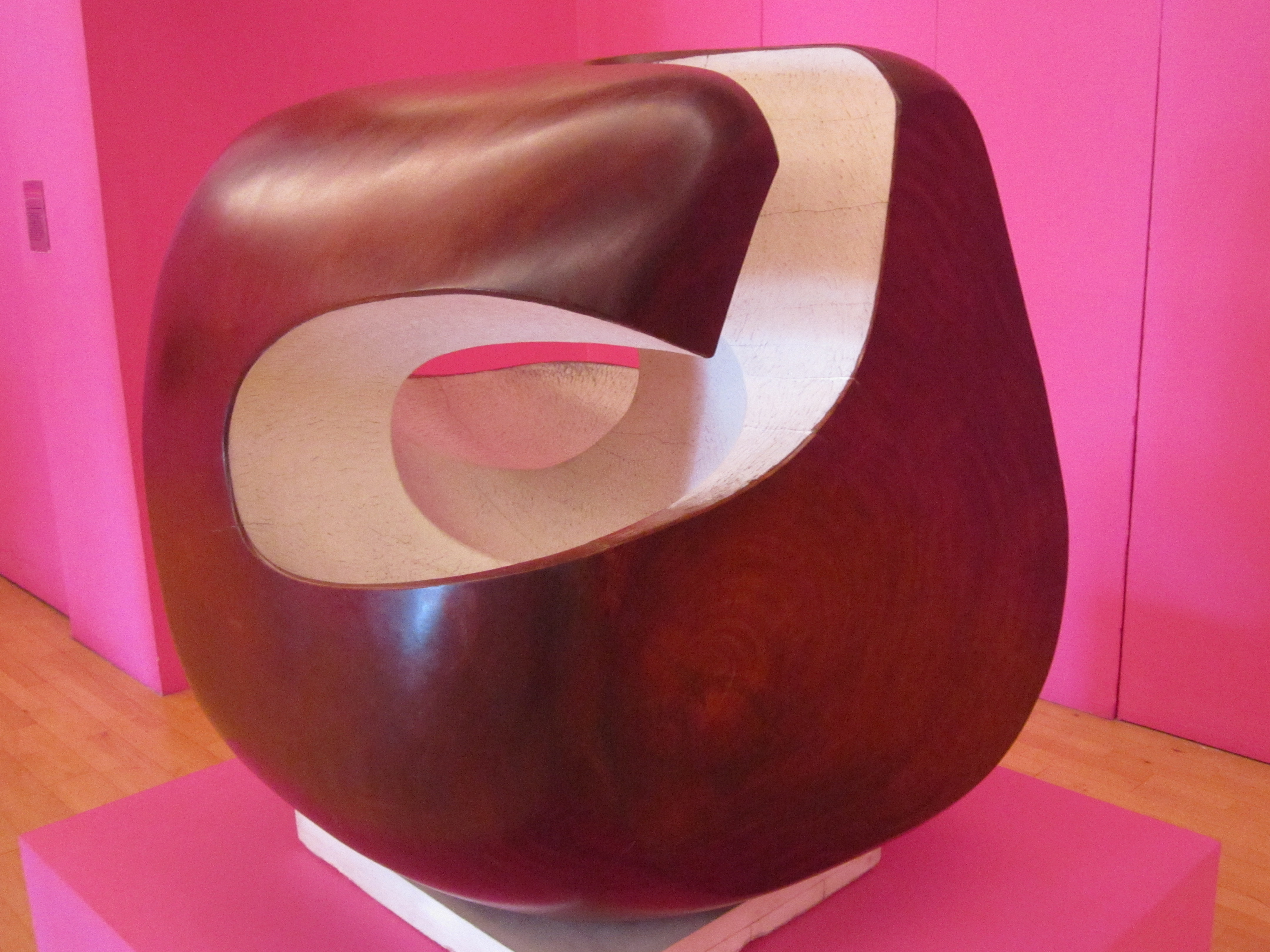
Korinthos
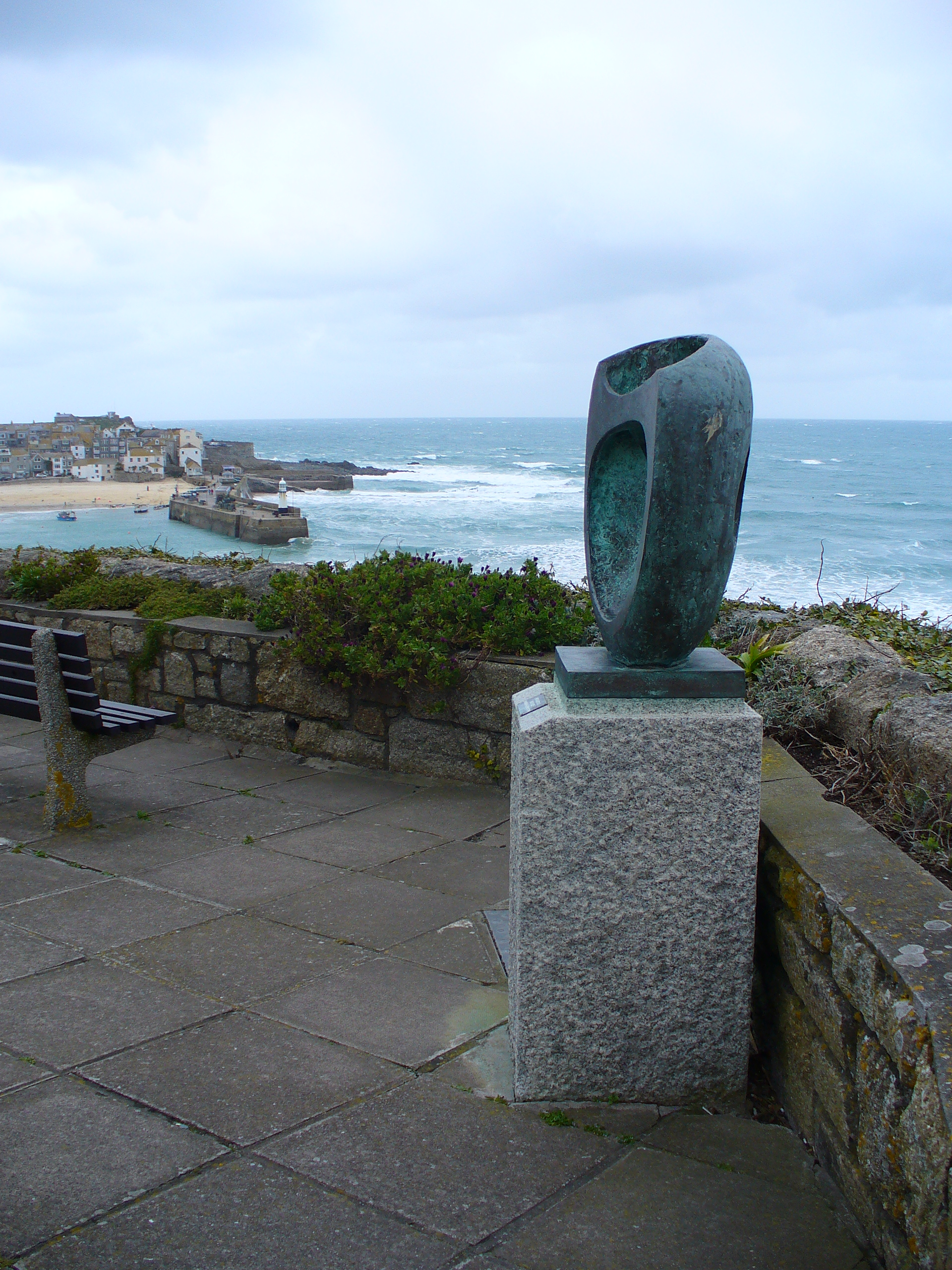
St Ives-vel szemben felállított szobra Cornwallban
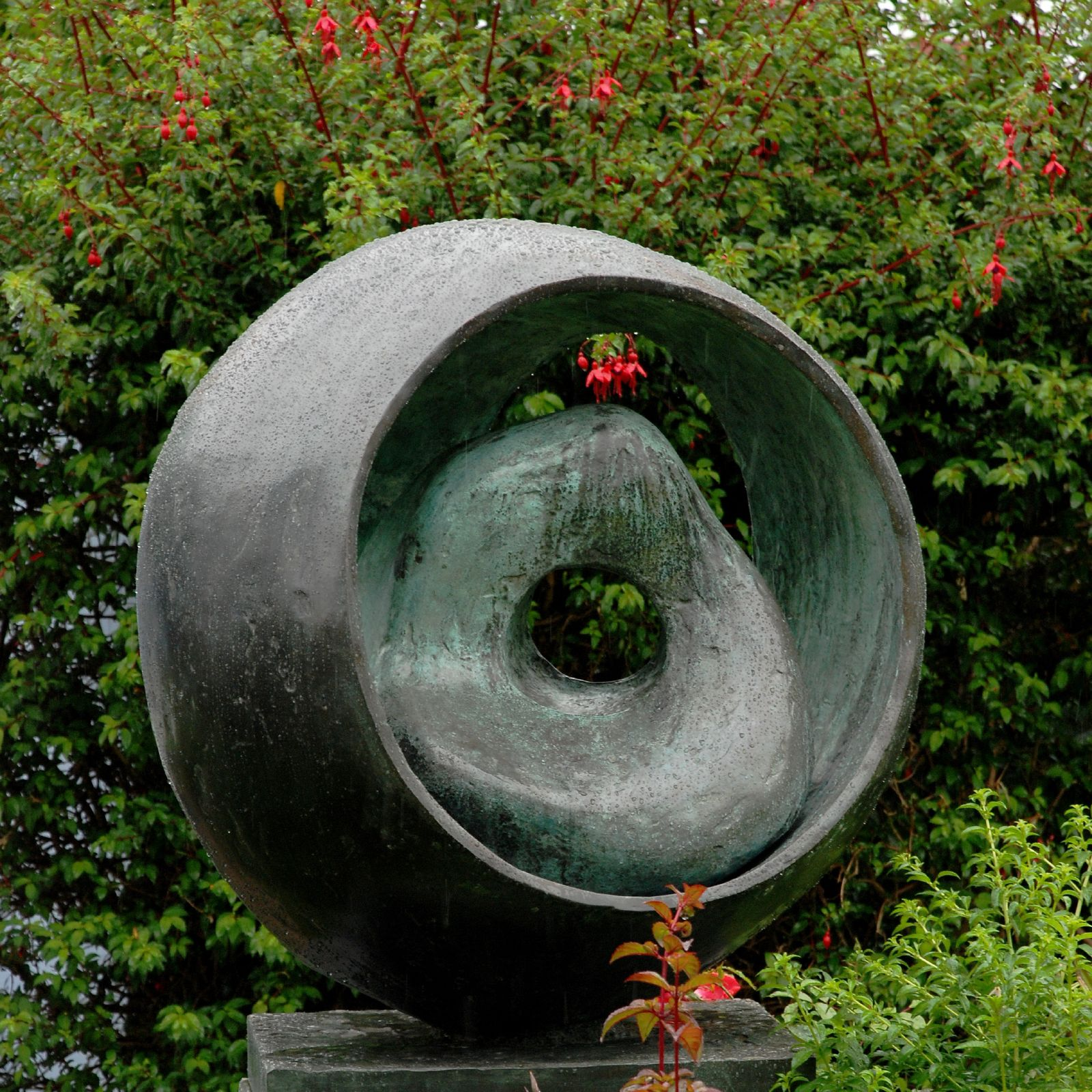
Körök
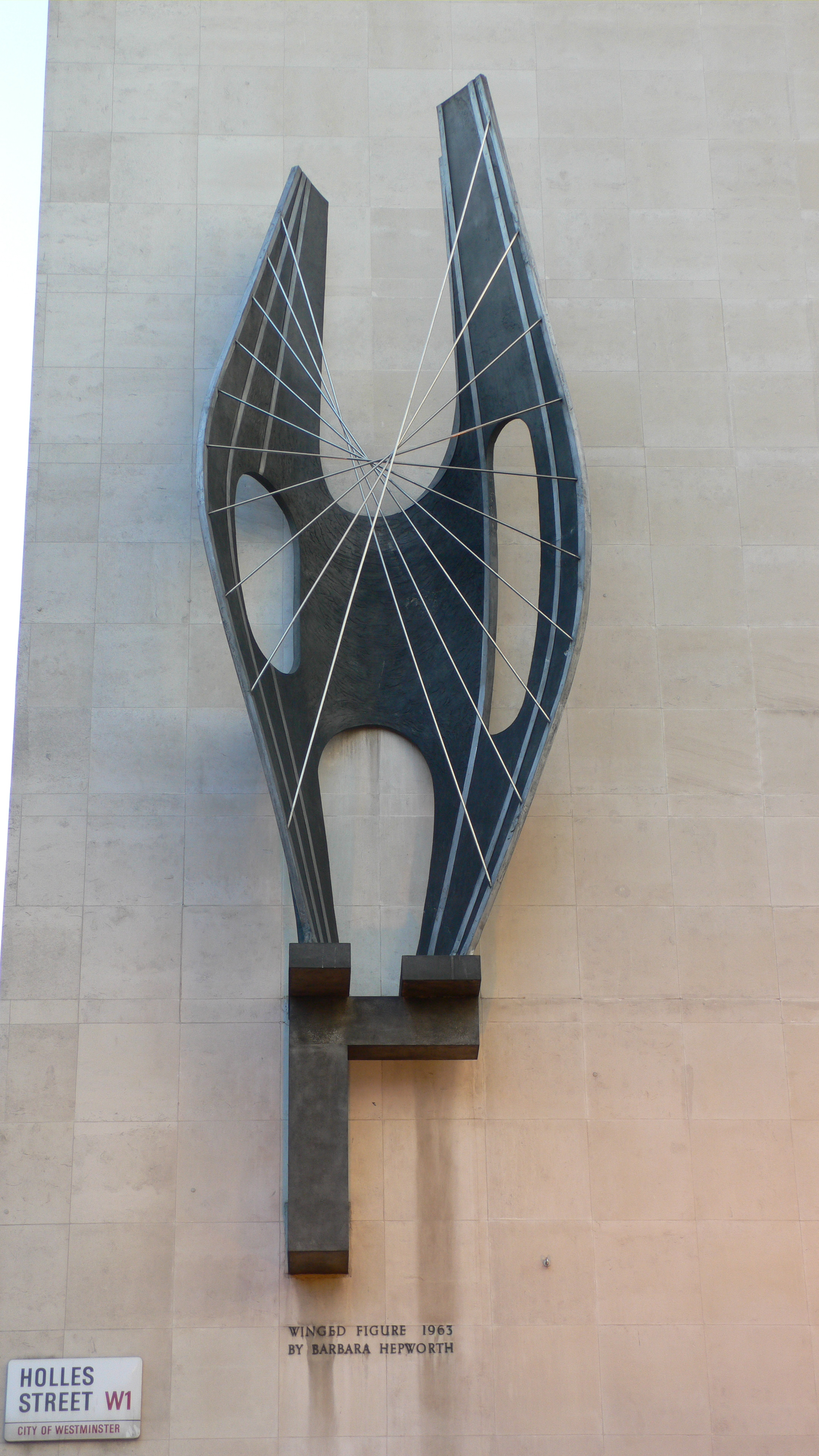
Szárnyas figura
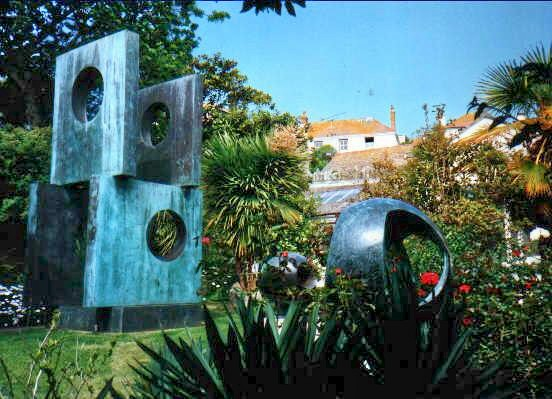
Kompozíciók a Hepworth Múzeum szoborkertjében, St Ives-ben
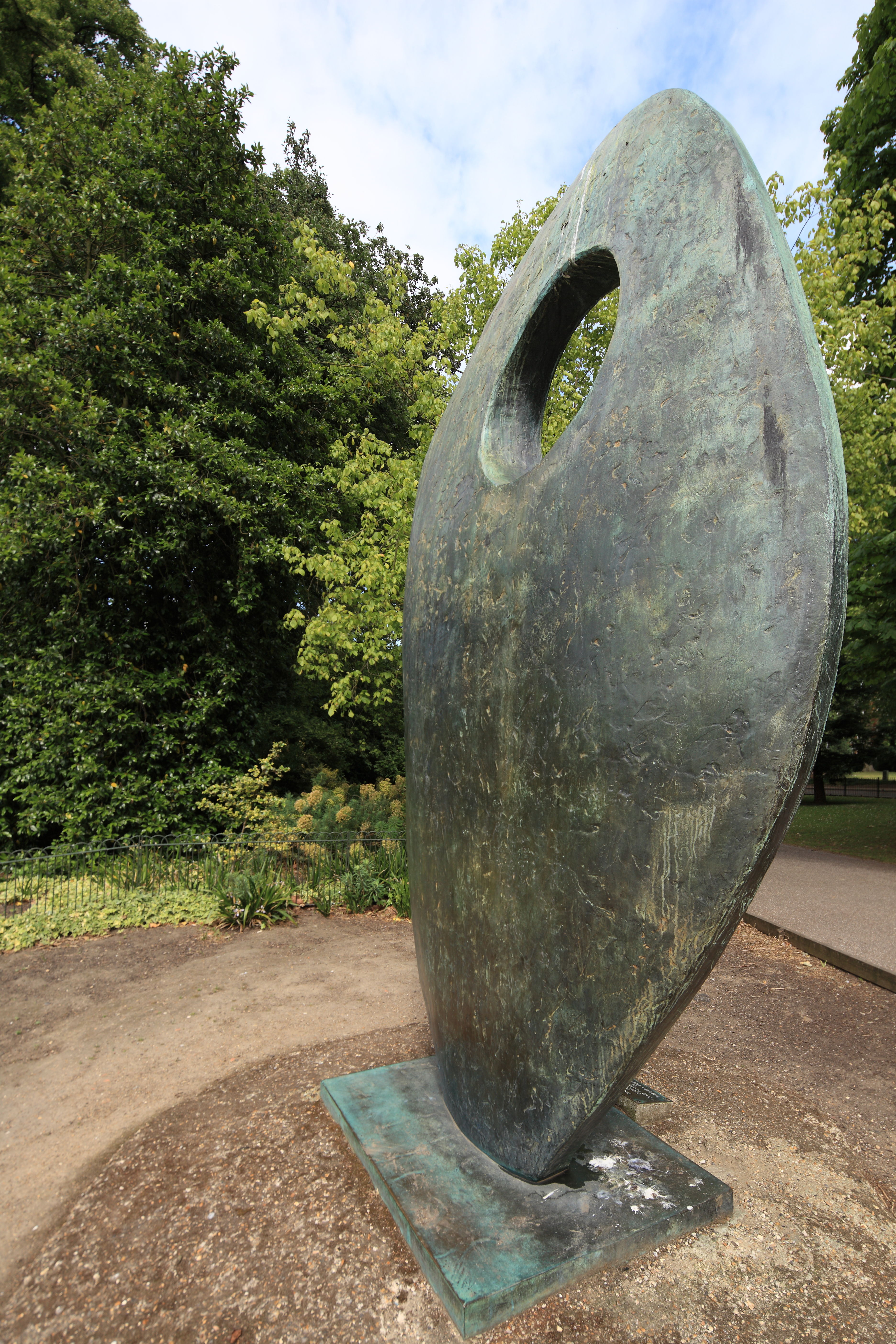